# Charlotte Sohy

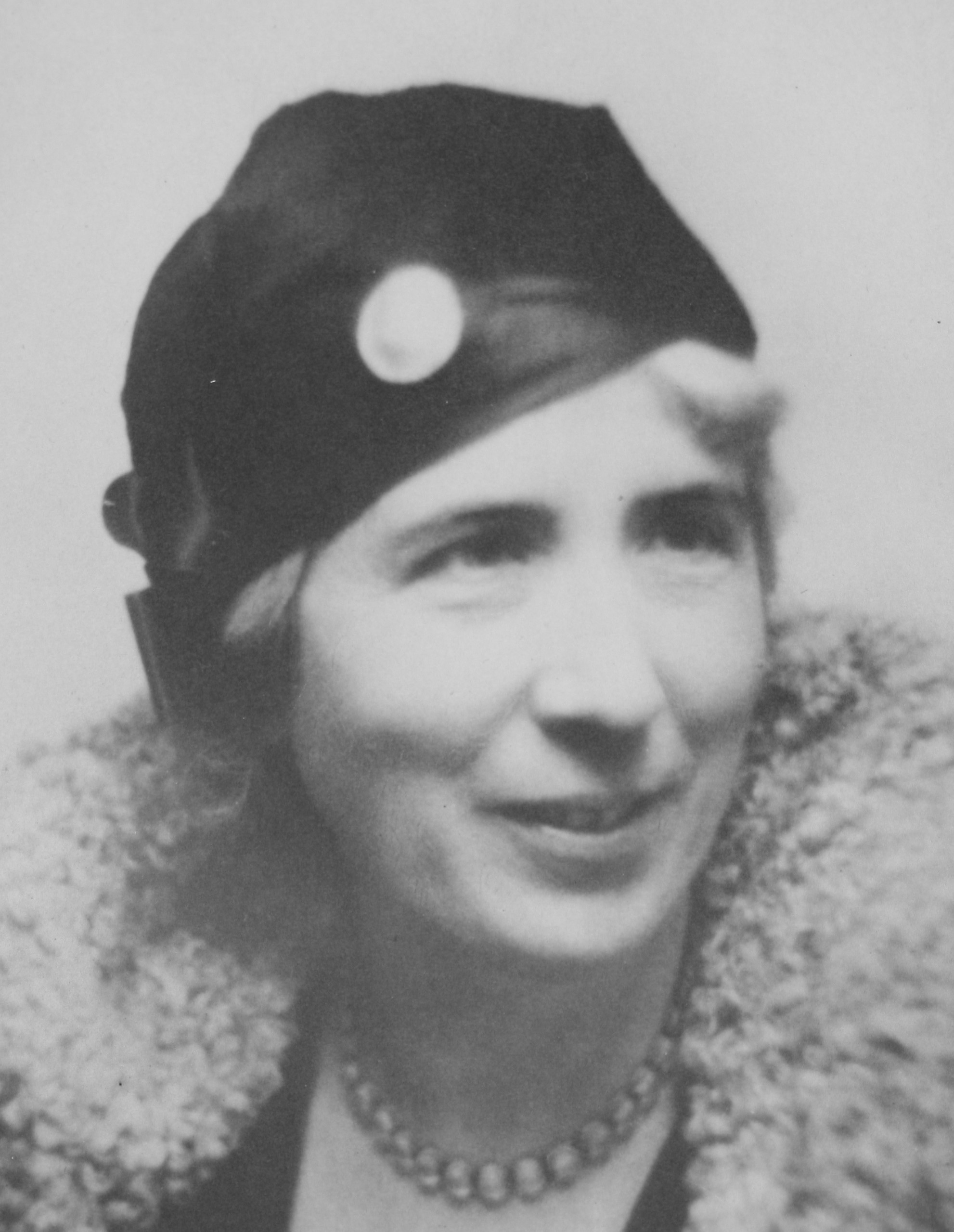
Charlotte Sohy

Charlotte Sohy (* 7. Juli 1887 in Paris als Charlotte Marie Louise Durey; † 19. Dezember 1955 ebenda) war eine französische Komponistin.

## Leben
Charlotte Durey ist die Cousine des späteren Komponisten der Groupe des Six, Louis Durey.
Als Industriellentochter und frühreifes Kind erhielt sie eine umfassende Erziehung, darunter auch eine musikalische Ausbildung bei Georges Marty in Klavier und Harmonielehre. Sie wurde sehr früh in die Musikwelt eingeführt und war mit Nadia Boulanger und Mélanie Bonis befreundet. Sie bildete sich an der Schola Cantorum (Paris) weiter, wo sie von Alexandre Guilmant und später von Louis Vierne an der Orgel sowie von Vincent d’Indy in Schrift und Komposition unterrichtet wurde.
Am 12. Juni 1909 heiratete sie den Komponisten Marcel Labey, mit dem sie sieben Kinder hatte. In ihrer Wohnung in der Rue Greuze 24 organisierten sie Musiksitzungen, zu denen Persönlichkeiten aus der Welt der Künste eingeladen wurden. Sie schrieb das Libretto für das Drame lyrique ihres Mannes Bérengère, das 1912 unter dem Namen Charles Sohy veröffentlicht wurde. 
Als Komponistin verfasste Charlotte Sohy Messen, Lieder, Klavierstücke, Trios, Streichquartette sowie eine Sinfonie und das Drame lyrique L'Esclave couronnée, das zwischen 1917 und 1921 entstand. Sie signierte ihre Werke mit Sohy, Charlotte Sohy, Charles Sohy, Ch. Sohy oder Charlotte Sohy-Labey, aber auch unter anderen Pseudonymen wie Louis Rivière oder Claude Vincent.
Sie schreibt auch Theaterstücke und einen Roman. Ihre Musik wurde von Paul Dukas, Maurice Ravel oder Gabriel Fauré im Salon von Marguerite de Saint-Marceaux gespielt, wo ihr Mann und sie Stammgäste der Musikfreitage waren, er seit 1908, sie seit 1913. Charlotte Sohys Musik wurde nach dem Ersten Weltkrieg immer seltener aufgeführt.
In der von Florence Launay erstellten Tabelle der wichtigsten Komponistinnen, die im 19. Jahrhundert in Frankreich tätig waren, reihen sich ihre Lebenszeit und ihre Schaffensperiode zwischen denen von Lili und Nadia Boulanger ein, deren Zeitgenossin sie war. Sie gehörte zu den etwa 20 Komponistinnen, die zwischen 1789 und 1914 einen professionellen Status erreichten, den Respekt ihrer Kollegen genossen, Zugang zu Musikinstitutionen hatten und öffentlich erfolgreich waren.

## Nachruhm
Nach ihrem Tod wurden ihre Werke weder verlegt noch aufgenommen. Erst 1974 wurde ihr Enkel François-Henry Labey, ein Musiker, von seinen Tanten und Onkeln als Rechtsnachfolger bei der SACEM benannt und begann mit der Inventarisierung der Manuskripte seiner Großmutter.
Zunächst plante er, die Werke seines Großvaters Marcel Labey, dem Ehemann von Charlotte Sohy, zu erfassen, überzeugte sich aber schließlich von der großen Qualität der Musik von Charlotte Sohy und erfasste nach und nach alle Partituren auf dem Computer.
Als die Dirigentin Debora Waldman von der Existenz der Sinfonie Grande Guerre erfuhr, fragte sie ihn nach der Partitur. Zwei Jahre lang arbeiteten sie daran, die Partitur mit Hilfe von François-Marie Drieux, der Gast-Solovioline des Orchesters, zu überarbeiten. Die Journalistin Pauline Sommelet und Debora Waldman berichten über diese Entdeckung im Buch La Symphonie oubliée, das 2021 veröffentlicht wurde.
Die Sinfonie wurde am 6. Juni 2019 in Besançon, ein Jahrhundert nach ihrer Komposition, vom Orchestre Victor-Hugo Franche-Comté unter der Leitung von Debora Waldman uraufgeführt.
Am 22. April 2022 erschien ein Album mit drei CD unter dem Label La boîte à pépites der 2020 gegründeten Vereinigung Elles Women Composers. Darauf sind 15 Werke von Charlotte Sohy zu hören, darunter die Streichquartette, das Trio für Violine, Violoncello und Klavier und das Triptychon champêtre für Flöte, Violine, Viola, Violoncello und Harfe. Dieses Album wurde am 11. Juni 2022 vom Bayerischen Rundfunk als Album der Woche ausgewählt.
Im Juni 2023 spielt das Quatuor Hermès das Streichquartett Nr. 1 von Charlotte Sohy beim Mozartfest Würzburg und in Bad Arolsen im Rahmen des Kultursommers Nordhessen.

## Werke
Das Werkverzeichnis von Charlotte Sohy, herausgegeben von Présence Compositrices, umfasst 35 Opusnummern.

### Vokalmusik
- Berceuse triste, op. 1, für Sopran und Klavier, Text von Charlotte Sohy (1905)
- Chants de la Lande, op. 4, für Mezzosopran et piano, Text von Charlotte Sohy (1908)
- Trois chants nostalgiques, op. 7, für Mezzosopran und Klavier (oder Ensemble oder Orchester), Text von Cyprien Halgan (1910)
- Poème, op. 8, für Alt, Bariton, Chor und Orchester (1911), uraufgeführt von Claire Croiza und Morel unter der Leitung von Marcel Labey am 24. Mai 1913 in der Société nationale de musique
- Les quatre rencontres de Bouddha, op. 9, Musikalische Legende für Vokalquartett, Flöte, Klarinette, Streichquartett, Harfe und Klavier, Text von Louis Rivière (1912–1913).
- L'Esclave couronnée, op. 12, lyrisches Drama in drei Akten und einem Prolog, Text von Charlotte Sohy nach Astrid von Selma Lagerlöf (1917–1921), 1947 in Mülhausen unter der Leitung von Ernest Bour mit der Altistin Denise Scharley in der Titelrolle uraufgeführt[20][21]
- Deux poèmes chantés, op. 17, für Bariton (oder Mezzosopran) und Klavier (oder Orchester), Gedichte von Camille Mauclair (1922)
- Méditations, op. 18, für Sopran und Klavier, Texte von Charlotte Sohy (1922)
- Messe sur des cantiques bretons, op. 32, für vier gemischte Stimmen , zwei Violinen, Violoncello und Orgel (1945)

### Chormusik
- Adoro te, op. 2, für Chor SATB (1906)
- Les Mains lentes, op. 16, für dreistimmigen Frauenchor und Klavier (1921), Text von Camille Mauclair
- Deux chœurs, op. 20, Texte von Victor Hugo und Eugène Le Mouël (1923)
- Messe, op. 22, für drei Stimmen und Orgel (1930)
- Conseils à la mariée, op. 26, für drei Frauenstimmen und Klavier (1938)
- Conseils à la bergère, op. 27, für vierstimmigen Männerchor (1939)
- Messe a cappella, op. 31, für Chor SATB (1944)
- Cantique à Sainte Claire, op. 35, für drei Frauenstimmen und Orgel, Text von Charlotte Sohy (1953)

### Sinfoniemusik
- Symphonie in cis-Moll, „Grande Guerre“, op. 10 (1914–1917)
- Thème varié, op. 15, für Violine und Orchester (1921), gespielt bei den Concerts Lamoureux, der Société Nationale de Musique und von regionalen Formationen
- Danse mystique, op. 19, symphonisches Gedicht (1922), uraufgeführt am 14. Januar 1923 aux Concerts Lamoureux unter der Leitung von Camille Chevillard[6]
- Histoire sentimentale, op. 34, Projekt für Filmmusik (1952)

### Kammermusik
- Prélude, op. 5, für Violine und Klavier (1909)
- Petite suite, op. 13, für Violine, Violoncello und Klavier (1921)
- Thème varié, op. 15, für Violine und Klavier (1921)
- Triptyque champêtre, op. 21, für Flöte, Violine, Viola, Violoncello und Harfe (1925)
- Octobre, op. 23 no 1, für Unisono-Cello-Ensemble und Klavier (1931)
- Sérénade ironique, op. 23 no 2, für acht Violoncelli (1931)
- Trio, op. 24, für Violine, Violoncello und Klavier (1931)
- Streichquartett  Nr. 1, op. 25 (1933)
- Streichquartett  Nr. 2, op. 33 (1945–1947)

### Klaviermusik
- Fantaisie, op. 3 (1907)
- Sonate, op. 6 (1909–1910), uraufgeführt in der Salle Pleyel am 9. April 1910 in der Société nationale de musique
- Deux pièces, op. 11, für Klavier zu vier Händen (1919)
- Six pièces, op. 14 (1921)
- Tambourins, op. 29 (1943)
- Quatre pièces romantiques, op. 30 (1944)